# Sophia Kircher

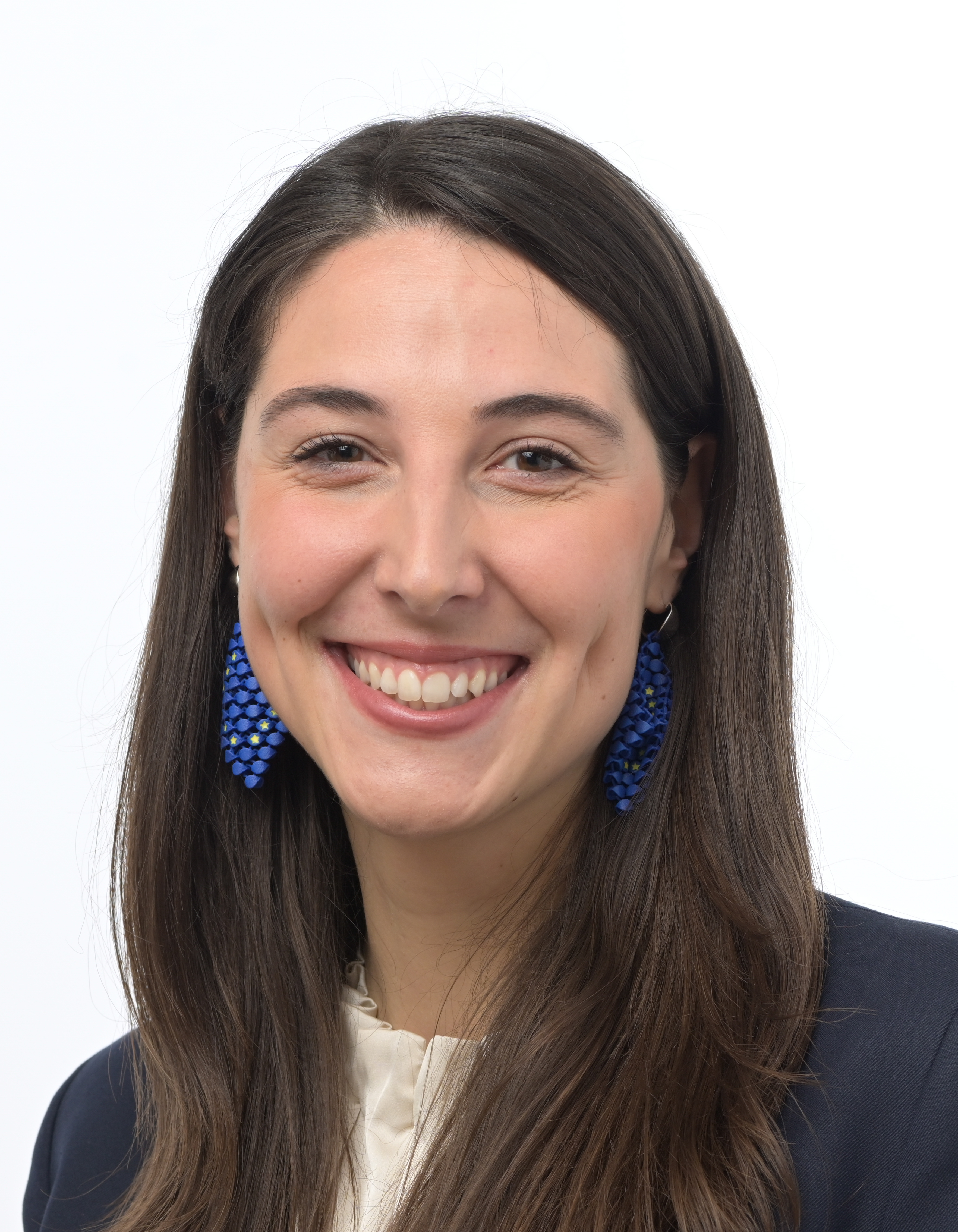
Sophia Kircher (2024)

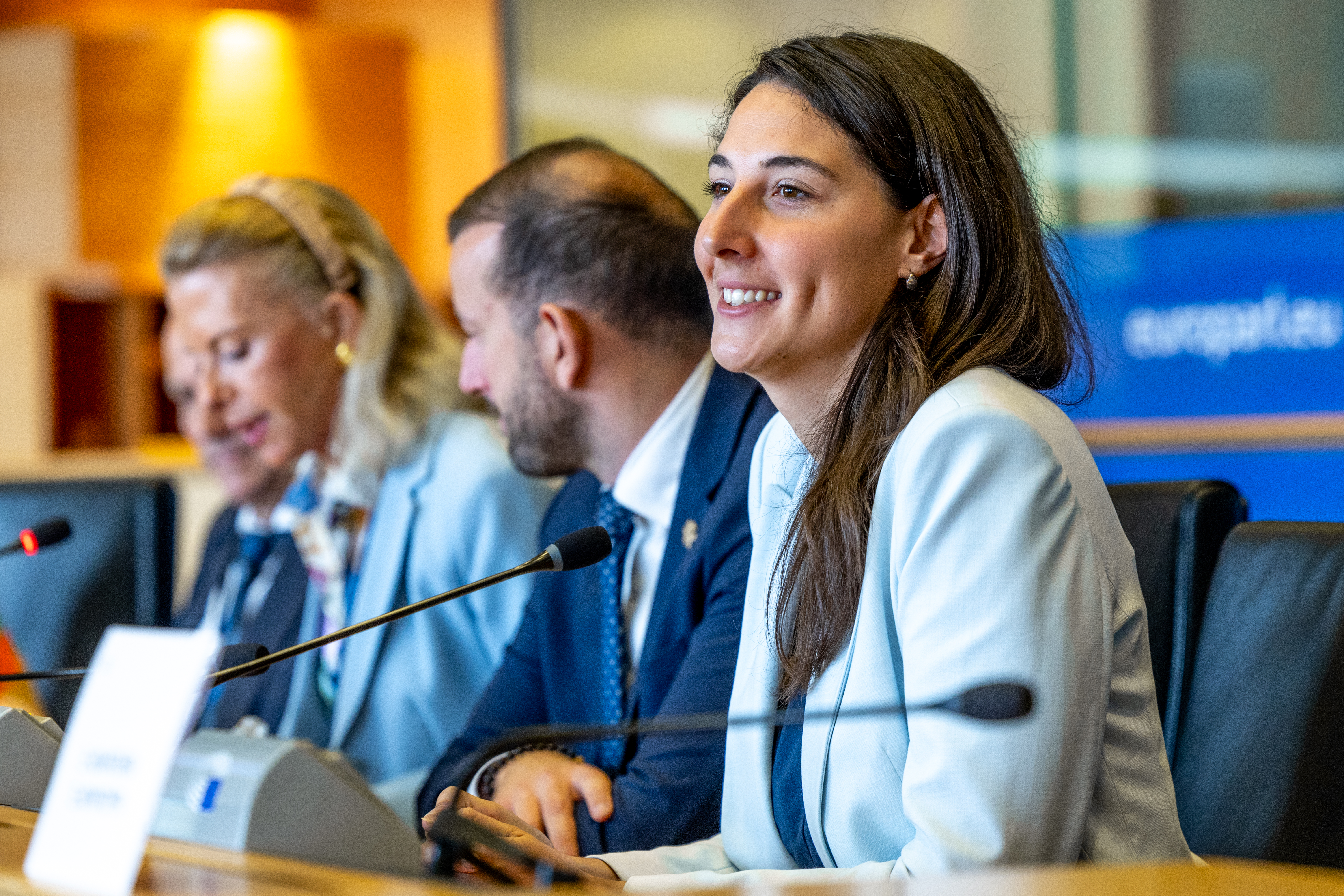
Seit 2024 ist Kircher Mitglied des Europäischen Parlaments

Sophia Kircher (* 4. Mai 1994 in Innsbruck) ist eine österreichische Politikerin der Österreichischen Volkspartei (ÖVP). Sie wurde am 28. März 2018 als Abgeordnete zum Tiroler Landtag angelobt und am 11. Mai 2021 zur Ersten Vizepräsidentin des Tiroler Landtags gewählt. Kircher ist zudem Obfrau der Jungen ÖVP Tirol. Seit dem 16. Juli 2024 ist sie Mitglied des Europäischen Parlaments.

## Leben

### Ausbildung und Beruf
Sophia Kircher besuchte ab 2004 das Wirtschaftskundliche Realgymnasium Ursulinen in Innsbruck, wo sie 2012 maturierte. Anschließend begann sie ein Studium der Internationalen Wirtschaftswissenschaften an der Universität Innsbruck, das sie 2017 mit einer Diplomarbeit zum Thema Der Bundesbeitrag zur Pensionsversicherung in Österreich: Begründungen, langfristige Entwicklung und ökonomische Beurteilung als Magistra abschloss. Ein Auslandsjahr absolvierte sie 2014/15 an der Brock University in St. Catharines, Kanada. Während ihres Studiums war sie als Mitglied der AktionsGemeinschaft (AG) im Vorsitz der Österreichischen Hochschülerinnen- und Hochschülerschaft (ÖH) an der Universität Innsbruck und Mitarbeiterin im Bundesbüro der Jungen ÖVP in Wien als Referentin im Team von Sebastian Kurz. Nach Abschluss des Studiums war sie in einer Marketingagentur tätig.

### Politik
Seit Jänner 2017 ist sie Bezirksobmann-Stellvertreterin der Jungen ÖVP Innsbruck-Land. Sie ist Gemeindeparteiobfrau der VP Götzens, Mitglied der Bürgermeisterliste Gemeinsam für Götzens und in der Jungen Europäischen Volkspartei (Youth of the European People’s Party) aktiv. Am 28. März 2018 wurde sie in der konstituierenden Landtagssitzung der XVII. Gesetzgebungsperiode als Abgeordnete zum Tiroler Landtag angelobt. Sie rückte für ein Regierungsmitglied nach Wechsel in die Landesregierung Platter III nach.
Nach dem Rücktritt von Dominik Schrott aus allen politischen Ämtern im August 2018 wurde sie vom Vorstand der Jungen Volkspartei Tirol zur interimistischen Landesobfrau bestellt. Im Februar 2019 wurde sie am außerordentlichen Landestag zur Obfrau der Jungen Volkspartei Tirol gewählt. Nach dem Wechsel von Anton Mattle in die Landesregierung am 11. Mai 2021 folgte sie ihm als Vizepräsidentin des Tiroler Landtags nach. Am 9. Juli 2022 wurde sie zur Stellvertreterin von Landesparteiobmann Anton Mattle gewählt.
Im Juni 2023 wurde sie als Nachfolgerin von Christian Zoll zur Vizepräsidentin der Youth of the European People’s Party (YEPP) gewählt. Für die Europawahl im Juni 2024, bei der sie 23.411 Vorzugsstimmen erhielt, wurde sie auf den vierten Platz der ÖVP-Liste gereiht. Nach dem Wechsel von Kircher in das Europäische Parlament folgte ihr Dominik Mainusch als Vizepräsident des Tiroler Landtags nach. Ihr Landtagsmandat ging an Andreas Kirchmair.
Unter ÖVP-Bundesparteiobmann Christian Stocker wurde sie im März 2025 eine der vier Obmann-Stellvertreter. Im Juli 2025 folgte sie Lídia Pereira als Präsidentin der YEPP nach.